# Rachel Bilson
Rachel Sarah Bilson (Los Angeles, Californië, 25 augustus 1981) is een Amerikaans actrice. Ze is opgegroeid in Californië in een showbusinessfamilie en ze was voor het eerst op de televisie in 2003. Ze is daarna zeer bekend geworden met haar rol als Summer Roberts in het FOX-tienerdrama The O.C.. In 2006 heeft ze voor het eerst in een film gespeeld toen ze een rol had in The Last Kiss en in 2008 speelde ze de rol van Millie in de thriller Jumper.

## Biografie

### Jeugd
Bilson is geboren in Los Angeles, Californië, en heeft een Joods-Amerikaanse vader (schrijver/regisseur Danny Bilson) en een Italiaans-Amerikaanse moeder, Janice Stango. Haar vader komt ook uit een showbusinessfamilie, want haar overgrootvader, George Bilson, was de directeur van een afdeling bij RKO Pictures, haar overgrootmoeder, Hattie, was een televisieschrijver, en haar opa, Bruce Bilson, een filmregisseur. De ouders van Bilson zijn gescheiden in haar kinderjaren, en in 1997 is haar vader hertrouwd met Heather Medway, een actrice en de moeder van de halfzus van Bilson, Hattie (geboren op 19 december, 2001).
Bilson was erg wild tijdens haar tienerjaren, en ze werd in die periode beschreven als ""self-destructive, rebellious". Op haar zestiende was ze betrokken geraakt bij een auto-ongeluk toen ze samen met de vrienden van haar broer frontaal op een andere auto botste. Ze was hierdoor meerdere dagen buiten bewustzijn, en ze heeft hier een litteken boven haar oog aan overgehouden. Verder heeft ze nu nog steeds soms last van migraine en geheugenverlies. Ze heeft gezegd dat het ongeluk haar leven heeft veranderd, en dat ze daardoor niet nog meer in de problemen is gekomen. Bilson is in 1996 geslaagd op Walter Reed Middle School en in 1999 geslaagd op Notre Dame High School. Terwijl ze op Notre Dame zat speelde ze in vele theateruitvoeringen, zoals Bye Bye Birdie, Once Upon a Mattress and The Crucible, en ze acteerde samen met Katharine McPhee, die ook op dezelfde school zat en later een finalist in de Amerikaanse Idols zou zijn.

### Carrière
Bilson ging naar een hogeschool in San Diego, maar na een jaar stopte ze ermee, op advies van haar vader die haar adviseerde om een professionele actrice te worden. Ze was daarna te zien in vele reclames, voor Raisin Bran, Pepto-Bismol en anderen. In het begin van 2003 maakte ze haar eerste echte doorbraak op de televisie toen ze een rol had in een aflevering van Buffy the Vampire Slayer, en ook in 8 Simple Rules for Dating My Teenage Daughter en in een korte film, genaamd Unbroken. Bilson werd daarna in augustus 2003 gecast voor The O.C.. Oorspronkelijk zou de rol die ze speelde, Summer Roberts, maar enkele afleveringen te zien zijn, maar na de populariteit van haar karakter en de relatie tussen haar karakter en Seth Cohen (Adam Brody) werd ze toegevoegd aan de vaste cast.
Door het succes van The O.C. is Bilson zeer bekend geworden bij het tienerpubliek. In 2005 bij de Teen Choice Awards won ze drie prijzen: "Choice Hottie Female", "Choice TV Actress (Drama)" en "Best Onscreen TV Chemistry" (samen gewonnen met Adam Brody). Het Maxim tijdschrift heeft haar in 2005 de zesde plaats gegeven in hun jaarlijkse "Hot 100 List", en in 2006 kwam ze op de 14e plaats. De Engelse editie van het FHM tijdschrift heeft haar in 2006 de 28ste plaats geven in de 100 meeste sexy vrouwen van de wereld, en de Amerikaanse editie heeft haar de 77ste plaats gegeven. Bilson is ook een van de 50 meeste mooiste mensen genoemend in de 2006 People tijdschrift.
Bilson's eerste filmrol was in The Last Kiss, een romantische komedie waar ook Zach Braff en Jacinda Barrett in meespeelden. In de film speelt Bilson een student die de karakter van Braff verleidt. Bilson had een lange tijd samen met Braff willen werken, omdat ze zijn werk in de film Garden State erg goed vond. De seksscène tussen de karakters van Bilson en Braff werd niet door Bilson zelf gedaan, maar door een dubbelganger, want Bilson is er sterk op tegen om een naaktscène te doen. Een van recensies van de film merkt op dat Bilson de rol van haar karakter verrassend genoeg veel diepte meegeeft, maar een andere recensist vindt dat Bilson het niet erg goed deed, en er alleen maar goed uitzag.
Bilson heeft gezegd dat ze liever in films speelt dan in televisieprogramma's, en dat ze dezelfde rollen wil krijgen als Natalie Portman en Scarlett Johansson. Ze vindt ook dat, ondanks het succes, The O.C. afgelopen is, en dat ze filmrollen wil doen. In september 2006 waren er geruchten dat Bilson een rol zou hebben in een filmversie van het stripverhaal Wonder Woman, maar Bilson heeft gezegd dat dit niet waar was.
Op 16 oktober 2006 werd bekend dat Bilson de rol had als Millie in de nieuwe triller Jumper, als de vervanger van Theresa Palmer. De film is te zien in de bioscoop begin 2008.

### Privéleven
In 2003 ging Bilson een relatie aan met Adam Brody, die de rol van Seth Cohen speelt in The O.C.. Brody gaf haar in 2005 een pitbull, genaamd Penny Lane, als verjaardagscadeau en samen hebben ze nog een andere hond, Thurmen Murmen genaamd, geadopteerd. In 2004 waren er meerdere geruchten dat het koppel zich had verloofd, maar de woordvoerder van Bilson ontkende dit. In september 2006 werd er gemeld dat de relatie tussen Bilson en Brody binnenkort voorbij zou zijn, vanwege de vriendschap tussen Bilson en Zach Braff. Later zei Bilson in een interview dat ze geen commentaar had op haar privéleven.
Bilson is een vrijwilliger bij de "Young Storytellers" stichting. Bilson wordt vaak een "fashion junkie" en een "style icon" genoemd door de media. Ze heeft zelf gezegd dat ze een klassieke stijl heeft, en dat ze Kate Moss en Diane Keaton ziet als haar voorbeeld. Bilson vindt het leuk om naar televisie game shows te kijken, vooral Jeopardy!, en heeft gezegd dat ze een kleuterjuf zou zijn, als ze geen actrice was geworden.
Bilson heeft geweigerd om naakt fotoshoots te doen voor tijdschriften, omdat ze haar lichaam heilig vindt, en niet voor de hele wereld bedoeld is.

## Filmografie
| Jaar        | Titel                | Rol            | Informatie |
| ----------- | -------------------- | -------------- | ---------- |
| 2018        | Take Two             | Sam Swift      |            |
| 2011        | Hart of Dixie        | Zoe Hart       |            |
| 2009        | Waiting for Forever  | Emma Twist     |            |
| 2009        | New York, I Love You | Molly          |            |
| 2008        | Jumper               | Millie         |            |
| 2006        | The Last Kiss        | Kim            |            |
| 2003        | Unbroken             | Rachel         | korte film |
| 2003 - 2007 | The O.C.             | Summer Roberts |            |

## Voetnoten
1. ↑  RachelBilson.com en het geboortecertificaat van Bilson bevestigen dat haar volledige naam "Rachel Sarah Bilson" is en dat ze op 25 augustus is geboren
2. ↑  Jewish News Weekly. Celebrity Jews. Gearchiveerd op 13 december 2006. Geraadpleegd op 1 oktober 2006.
3. ↑  MonstersandCritics.com. Rachel Bilson's car crash wake up. Gearchiveerd op 22 maart 2007. Geraadpleegd op 11 oktober 2006.
4. 1 2  TeenHollywood. Bilson Relives Car Crash Terror. Gearchiveerd op 24 augustus 2007. Geraadpleegd op 11 oktober 2006.
5. ↑  Entertainment Wise. The OC's Rachel Bilson Reveals Her Near Death Experience. Gearchiveerd op 2 september 2006. Geraadpleegd op 10 mei 2006.
6. ↑  ContactMusic. BILSON BACKED SCHOOLMATE MCPHEE DURING AMERICAN IDOL. Gearchiveerd op 29 november 2006. Geraadpleegd op 7 september 2006.
7. ↑  The Independent. Rachel Bilson: She's the one. Gearchiveerd op 30 september 2007. Geraadpleegd op 31 oktober 2006.
8. ↑  The Age.com. Teen Choice awards. Gearchiveerd op 3 september 2006. Geraadpleegd op 11 oktober 2006.
9. ↑  Business Wire. MAXIM MAGAZINE Unveils Their ``Hot 100 for 2005; Eva Longoria Crowned #1 This Year. Geraadpleegd op 11 oktober 2006.
10. ↑  PR Newswire. MAXIM Magazine Unveils Their 'Hot 100' for 2006. Gearchiveerd op 26 juli 2010. Geraadpleegd op 11 oktober 2006.
11. ↑  MyKensington.co.uk. FHM 100 Sexiest Women in the World 2006. Gearchiveerd op 4 januari 2007. Geraadpleegd op 11 oktober 2006.
12. ↑  FreeJose.com. FHM Magazine 100 Sexiest Women 2005. Gearchiveerd op 9 februari 2006. Geraadpleegd op 11 oktober 2006.
13. ↑  People Magazine. World's Most Beautiful People 2006. Gearchiveerd op 5 november 2006. Geraadpleegd op 11 oktober 2006.
14. ↑  DailyIndia. Last Kiss is 1st film for OC star. Gearchiveerd op 10 november 2013. Geraadpleegd op 10 september 2006.
15. ↑  Teen Hollywood. O.C. Star Bilson's Horror At Nude Scenes. Gearchiveerd op 11 maart 2007. Geraadpleegd op 8 september 2006.
16. ↑  PennLive - Goofy Braff gets serious for mature take on modern relationships
17. ↑  The Boston Herald. The Boston Herald. Gearchiveerd op 20 oktober 2006. Geraadpleegd op 15 september 2006.
18. ↑  AZ Central - Q&A: Rachel Bilson
19. ↑  Digital Spy. Rachel Bilson to quit 'The O.C.'?. Gearchiveerd op 29 september 2006. Geraadpleegd op 15 september 2006.
20. ↑  Comic Book Movie. Report: Rachel Bilson Cast as Wonder Woman. Gearchiveerd op 21 september 2006. Geraadpleegd op 15 september 2006.
21. ↑  Bilson heeft gezegd dat ze deze rol niet had toen ze op Jimmy Kimmel Live was op 15/9/2006
22. ↑  CinemaBlend. Rachel Bilson Is A Jumper. Gearchiveerd op 1 maart 2012. Geraadpleegd op 10 december 2006.
23. ↑  Moono.com. Rachel Bilson, Adam Brody engaged!. Gearchiveerd op 20 december 2005. Geraadpleegd op 17 mei 2006.
24. ↑  TMZ.com. TMZ Digs Up the Answers to Your Burning Questions -- Kristin, Rachel and Adam, and Jessica and Nick. Gearchiveerd op 28 augustus 2006. Geraadpleegd op 22 juni 2006.
25. ↑  Life Style Extra. Rachel Bilson soon single?. Gearchiveerd op 11 januari 2007. Geraadpleegd op 1 oktober 2006.
26. ↑  EntertainmentWise. Are Rachel Bilson And Adam Brody On The Rocks?. Gearchiveerd op 7 januari 2008. Geraadpleegd op 1 oktober 2006.
27. 1 2 3 4  FutureMovies. Rachel Bilson The Last Kiss Q&A. Gearchiveerd op 27 september 2007. Geraadpleegd op 1 oktober 2006.
28. ↑  The Press Enterprise. Rachel Bilson, fashion junkie. Gearchiveerd op 29 september 2007. Geraadpleegd op 1 oktober 2006.
29. ↑  About.com. How To Steal the Celeb Style of The O.C.'s Rachel Bilson (Summer Roberts). Gearchiveerd op 13 december 2005. Geraadpleegd op 10 oktober 2006.
30. ↑  Dark Horizons - Interview: Rachel Bilson "The Last Kiss"
31. ↑  Starpulse News Blog. Rachel Bilson Believes Her Body Is Sacred & Only for Boyfriend To See. Gearchiveerd op 29 juni 2007. Geraadpleegd op 11 oktober 2006.
32. ↑  TrailerLounge

- Bibsys: 8046532
- Biblioteca Nacional de España: XX4741453
- Bibliothèque nationale de France: cb16684029c (data)
- Gemeinsame Normdatei: 1052685714
- International Standard Name Identifier: 0000 0001 1802 0403
- Library of Congress Control Number: no2006010061
- MusicBrainz: b8acf747-c9f3-46d2-bdce-cc44ffe15d0e
- Nationale Bibliotheek van Tsjechië: xx0078747
- Système universitaire de documentation: 168029847
- Virtual International Authority File: 294575391